# Kaktuszaunkönig
Der Kaktuszaunkönig (Campylorhynchus brunneicapillus) ist eine im Südwesten der USA und in Mexiko vorkommende Art aus der Vogelfamilie der Zaunkönige (Troglodytidae). Er ist der Staatsvogel des US-Bundesstaats Arizona.

## Beschreibung

### Aussehen
Der Kaktuszaunkönig gehört mit einer Gesamtlänge von 18 bis 22 Zentimetern zu den größten Vertretern der Zaunkönige. Der Schwanz wird meist hochgestellt. Der spitze, leicht gebogene Schnabel ist im oberen Teil schwarzbraun, im unteren Teil gelblich gefärbt. Die Iris des Auges ist schwarzbraun. Bei adulten Tieren ist der Oberkopf rotbraun bis haselnussbraun gefärbt mit deutlichem weißen Überaugenstreif. Das Kinn ist weißlich, die Kehle schwärzlich. Brust- und Bauchseiten sind cremefarben bis hell orange-gelb und mit schwarzbraunen Flecken gemustert. Das übrige Gefieder ist bräunlich und mit vielen unregelmäßig verteilten weißen Flecken überzogen. Die Flügelspannweite beträgt 20 bis 30 Zentimeter, das Gewicht 32 bis 47 Gramm. Ein Sexualdimorphismus besteht nicht. Die Jungvögel gleichen den Altvögeln, sind jedoch etwas blasser gefärbt.

### Stimme und Gesang
Der Gesang des Kaktuszaunkönigs besteht aus einer Abfolge meist sehr lauter, rau, krächzend oder schnarrend klingender Töne, die im Verlaufe des Gesangs an Intensität und Tonhöhe zunehmen.

## Verbreitung und Lebensraum

Verbreitungsgebiet

Der Kaktuszaunkönig kommt im Süden Kaliforniens und Nevadas, in Arizona, New Mexico, Westtexas, Utah sowie im Norden Mexikos vor. Hauptlebensraum sind mit Kakteen bewachsene Wüstengebiete. Er ist auch am Rande von Wohnsiedlungen anzutreffen. Die maximale Höhenverbreitung in New Mexico liegt bei 6000 ft (ca. 1800 Meter).

## Lebensweise
Die Vögel halten sich einzeln oder in kleinen Gruppen bei der Nahrungssuche vorzugsweise am Boden oder in niedriger Vegetation auf, wo sie sich in erster Linie von verschiedenen Insektenarten und Spinnentieren sowie von Beeren und Samen ernähren. Zuweilen werden auch kleine Eidechsen erbeutet. Die Früchte von Kakteen sowie Nektar erweitern gelegentlich das Nahrungsspektrum. Eine zusätzliche Aufnahme von Wasser ist nicht erforderlich. Kaktuszaunkönige wurden auch dabei beobachtet, wie sie die Nester anderer Vogelarten plünderten. Männchen und Weibchen bewohnen ganzjährig ein permanentes Revier, bleiben in der Regel lebenslang zusammen und brüten mehrmals im Jahr. Die Lebenserwartung der Vögel beträgt sieben bis zehn Jahre. Gefahr droht den adulten Kaktuszaunkönigen vor allem durch Prädatoren. Zu den Bodenfeinden zählen Kojoten, Füchse, Luchse und Katzen.

## Fortpflanzung

### Nestbau
Männchen und Weibchen beteiligen sich gemeinsam am Nestbau. Dabei werden ein Nest für die Aufzucht der Jungen sowie weitere zur Rast der Altvögel angelegt. Diese Nester baut das Männchen. Alle Nester werden bevorzugt in Cylindropuntia-Kakteen in Höhen bis zu drei Metern eingefügt. Seltener sind Bruthöhlen in Saguaro-Kakteen. Die Nester haben eine kugelähnliche Form mit einem Eingang an der Seite. Als Nistmaterial dienen dürre Zweige, verdorrtes Gras, Federn und Tierhaare.

### Brut und Jungenaufzucht
In der Regel werden drei bis vier Eier pro Brut gelegt, die das Weibchen alleine ausbrütet. Die Eier haben eine weißliche bis blass rosa Farbe und zeigen einige bräunliche Punkte. Die Brutzeit beträgt 16 Tage. Von Nesträubern kann den Eiern und Jungvögeln im Besonderen die Gewöhnliche Kutscherpeitschennatter (Coluber flagellum) gefährlich werden. Nach dem Schlüpfen werden die Nestlinge von beiden Eltern mit Nahrung versorgt. Nach 19 bis 23 Tagen verlassen sie das Nest und verbleiben noch einige Zeit im Revier der Eltern.
- Campylorhynchus brunneicapillus

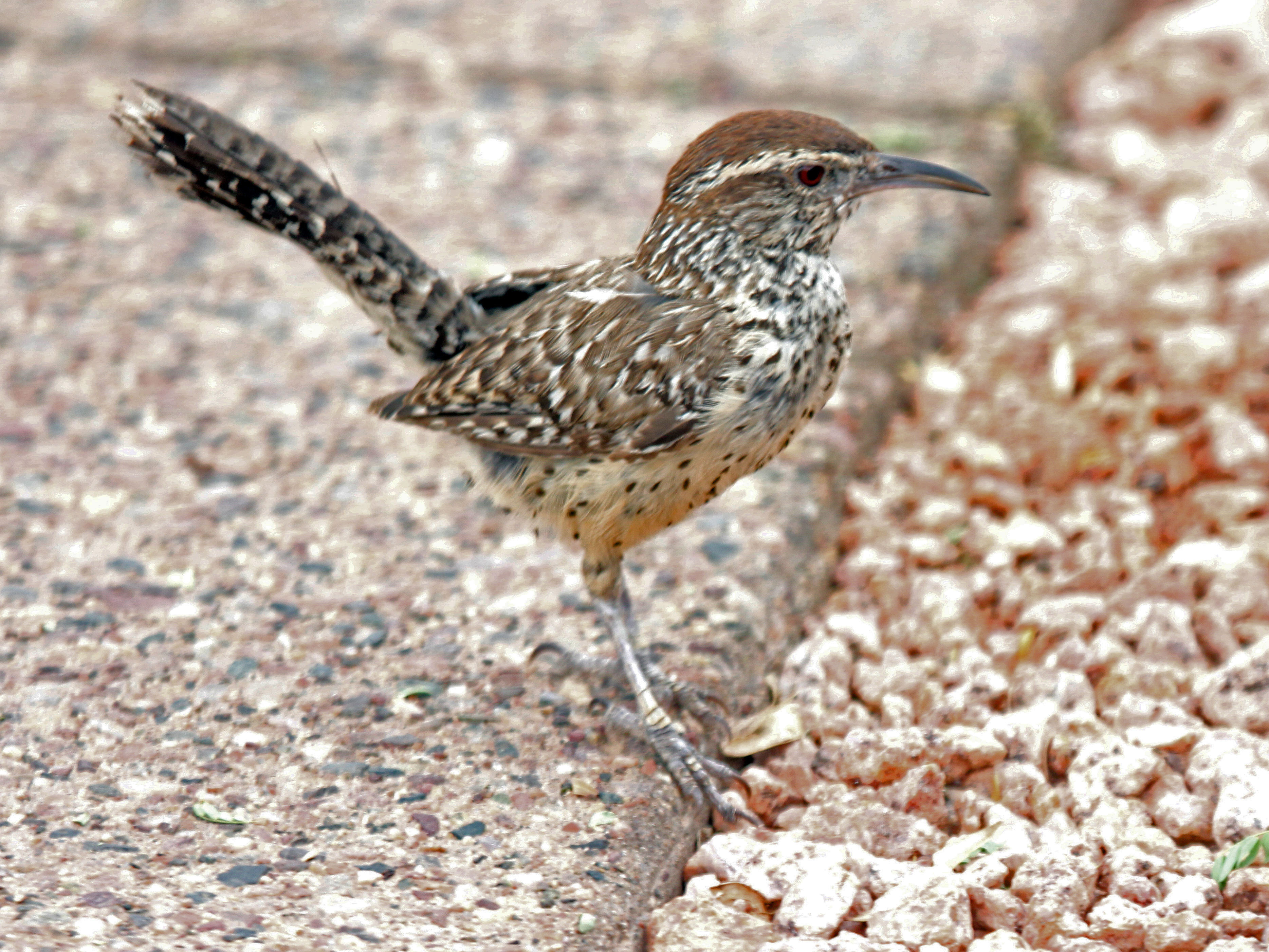
Jungvogel
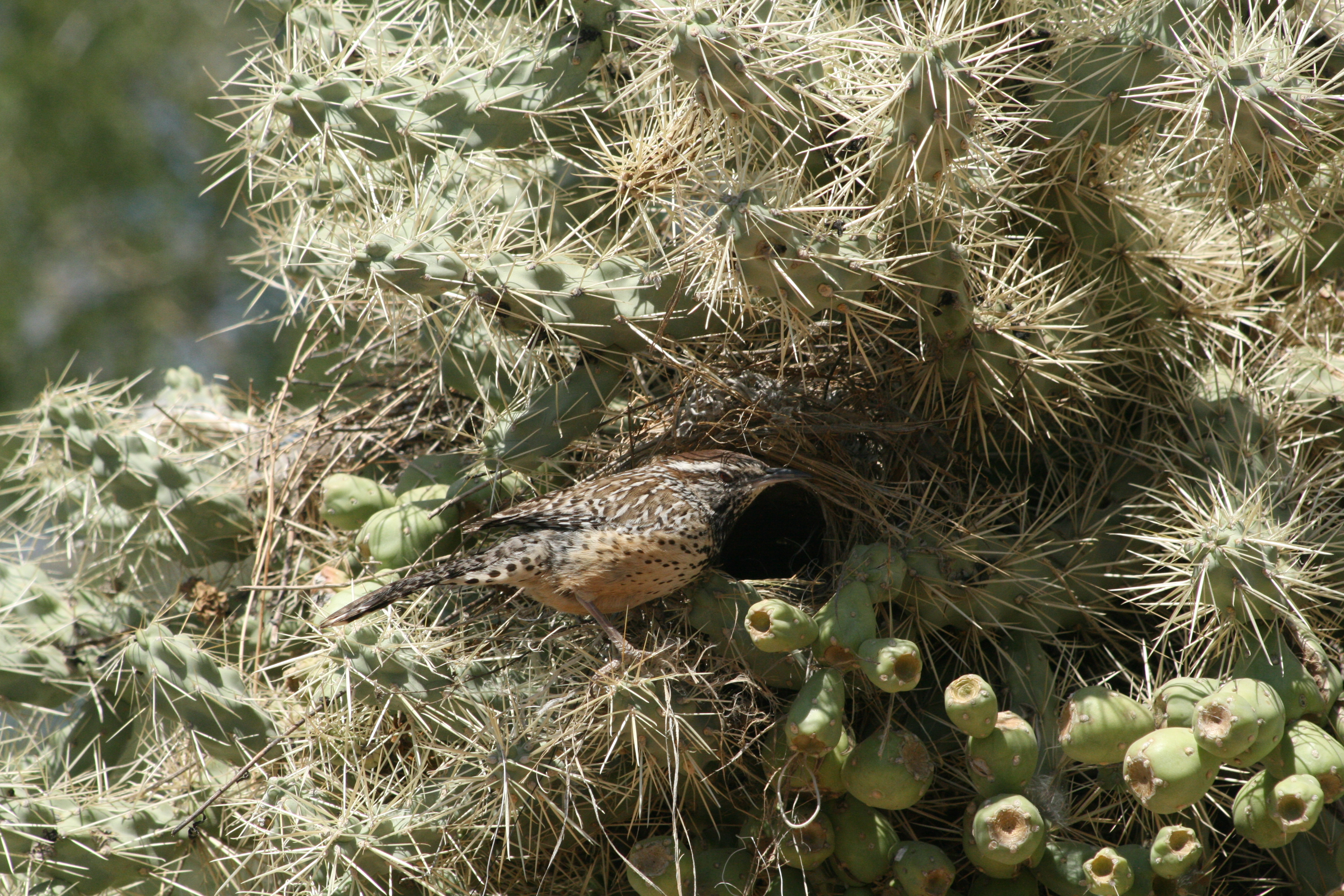
Nest in Cylindropuntia
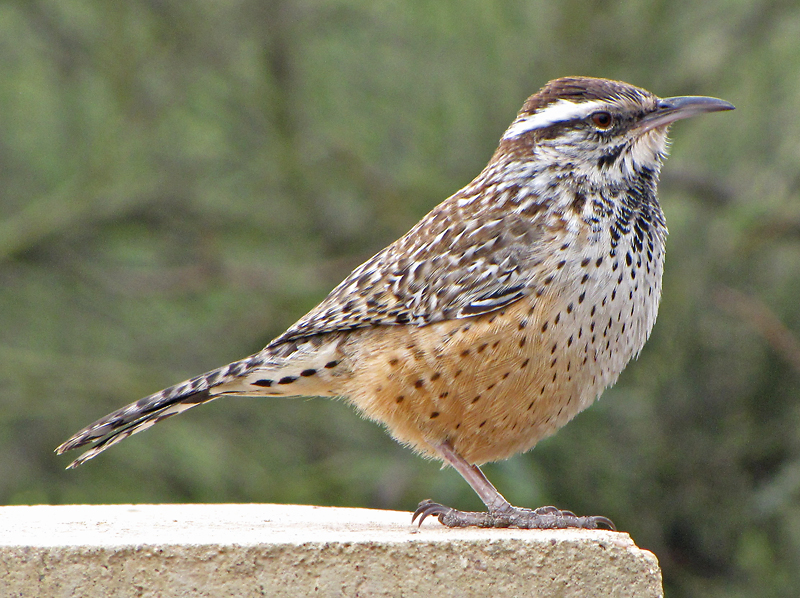
Altvogel

## Gefährdung
Der Kaktuszaunkönig ist in seinen Verbreitungsgebieten nicht selten und wird demzufolge von der Weltnaturschutzorganisation IUCN als  „least concern = nicht gefährdet“ klassifiziert. Er ist vom United States Fish and Wildlife Service gemäß dem Migratory Bird Treaty Act geschützt.

## Unterarten
Folgende Unterarten werden unterschieden:
- Campylorhynchus brunneicapillus sandiegensis Rea, 1986[9] – Diese Unterart kommt im Südwesten Kaliforniens und Nordwesten Baja Californias vor.
- Campylorhynchus brunneicapillus bryanti (Anthony, 1894)[10] – Diese Unterart ist im Norden Baja Californias verbreitet.
- Campylorhynchus brunneicapillus affinis Xántus de Vésey, 1860[11] – Diese Subspezies kommt im Süden Baja Californias vor.
- Campylorhynchus brunneicapillus seri (van Rossem, 1932)[12] – Diese Subspezies ist auf der Isla Tiburón verbreitet.
- Campylorhynchus brunneicapillus couesi Sharpe, 1882[13] – Diese Unterart kommt im Innenland im Südwesten und zentralen Süden der USA, sowie im Norden Mexikos vor.
- Campylorhynchus brunneicapillus brunneicapillus (Lafresnaye, 1835)[14] – Die Nominatform kommt von Sonora bis Sinaloa vor.
- Campylorhynchus brunneicapillus guttatus (Gould, 1837)[15] – Diese Unterart ist in Zentralmexiko verbreitet.

## Etymologie und Forschungsgeschichte
Die Erstbeschreibung des Kaktuszaunkönigs erfolgte 1835 durch Frédéric de Lafresnaye unter dem wissenschaftlichen Namen Picolaptes brunneicapillus. Das Typusexemplar befand sich in der Sammlung von Charles Brelay (1791–1857), der vermutete, dass es aus Kalifornien stammte. 1824 führte Johann Baptist von Spix die für die Wissenschaft neue Gattung Campylorhynchus ein. Dieser Name leitet sich von »campylos, camptō καμπυλος, καμπτω« für »gebogen, biegen« und »rhynkhos ῥυγχος« für »Schnabel« ab. Der Artname »brunneicapillus« ist das lateinische Wortgebilde aus »brunneus, brunius« für »braun« und »-capillus, capillus« für »-gekrönt, Haarschopf«. »Bryanti« ist Walter E. Bryant (1861–1905) gewidmet und »couesi« Elliott Coues. »Seri« bezieht sich auf das Volk der Seri, die einst auf Isla Tiburón lebten.  »Guttatus« bedeutet »gefleckt« von »gutta« für »Fleck«. »Sandiegensis« bezieht sich auf San Diego. »Affinis« hat seinen Ursprung in »ad« für »nach, zu« und »finis« für »Ende, Grenze«, so dass man es als »Nachbar, Verwandter, Affinität« übersetzen kann.